# Lepidopa wollebaeki
Lepidopa wollebaeki är en kräftdjursart som beskrevs av Sivertsen 1934. Lepidopa wollebaeki ingår i släktet Lepidopa och familjen Albuneidae. Inga underarter finns listade i Catalogue of Life.